# Komatsu
Komatsu Ltd. (jap. 株式会社小松製作所 Kabushiki-gaisha Komatsu Seisakusho), Komatsu (コマツ) – przedsiębiorstwo założone w Japonii w 1921 roku w Komatsu, będące jednym z największych (drugim na świecie po Caterpillar) producentem maszyn budowlanych na świecie. Wśród produkowanych maszyn znajdują się minikoparki, miniładowarki, koparki i ładowarki kompaktowe, spycharki gąsienicowe, ładowarki kołowe, koparko-ładowarki, koparki kołowe i gąsienicowe, wozidła sztywnoramowe i przegubowe oraz sprzęt wojskowy. Przedsiębiorstwo produkuje również największy buldożer na świecie – Komatsu D575. Spółka jest notowana na tokijskiej giełdzie.

Produkty firmy Komatsu Ltd.
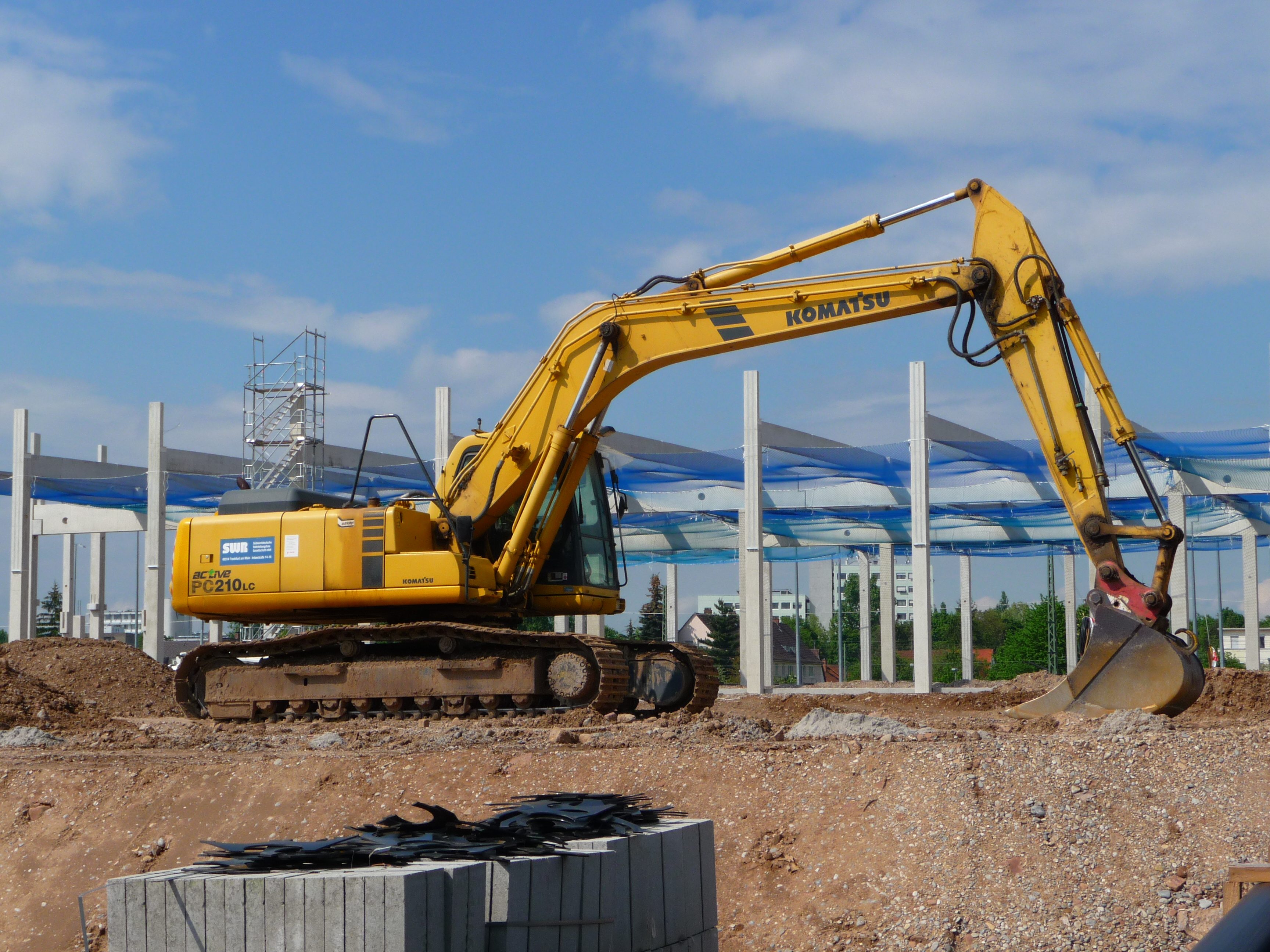
Koparka gąsienicowa Komatsu PC210 LC
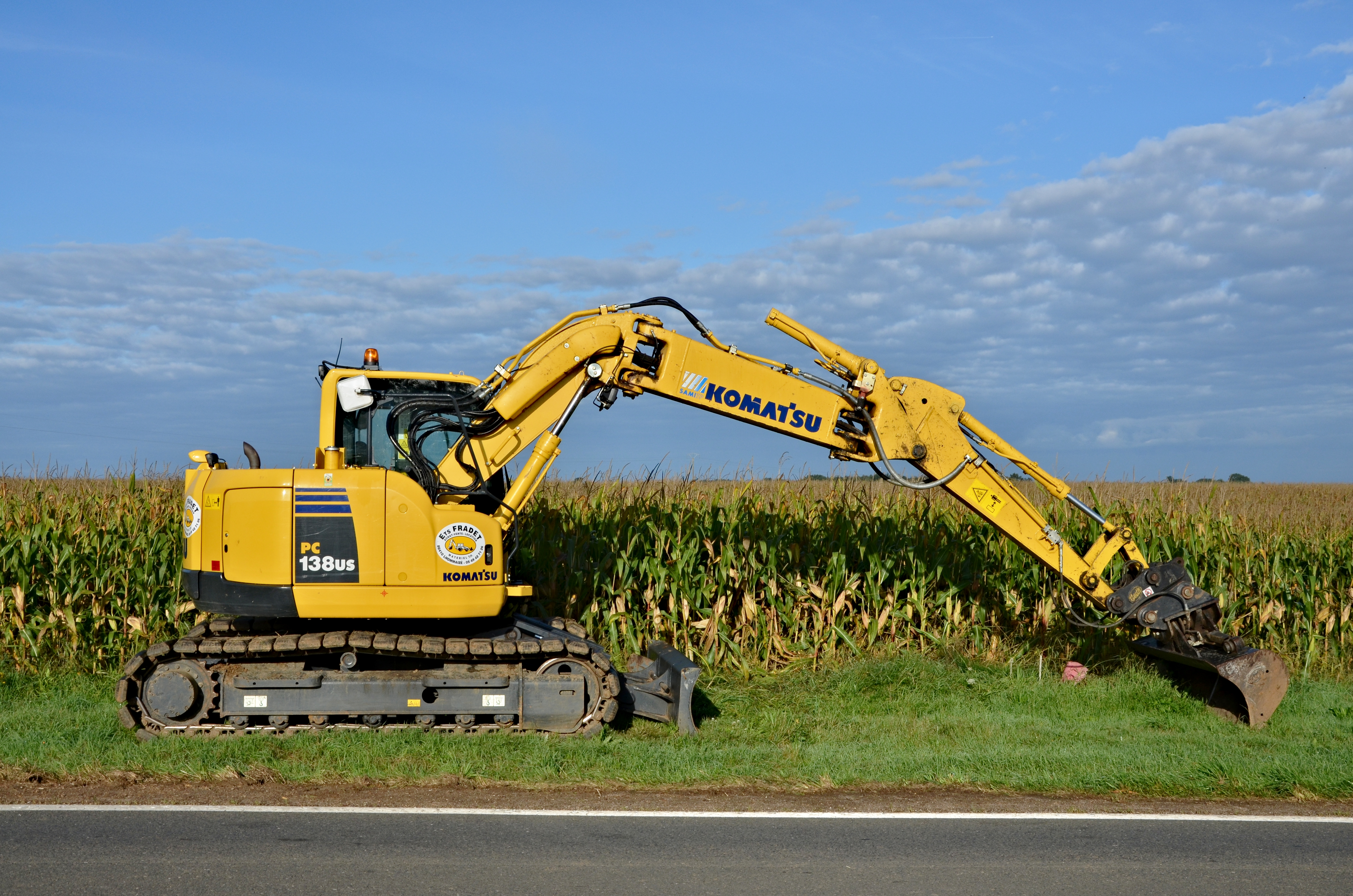
Koparka Komatsu PC138 US
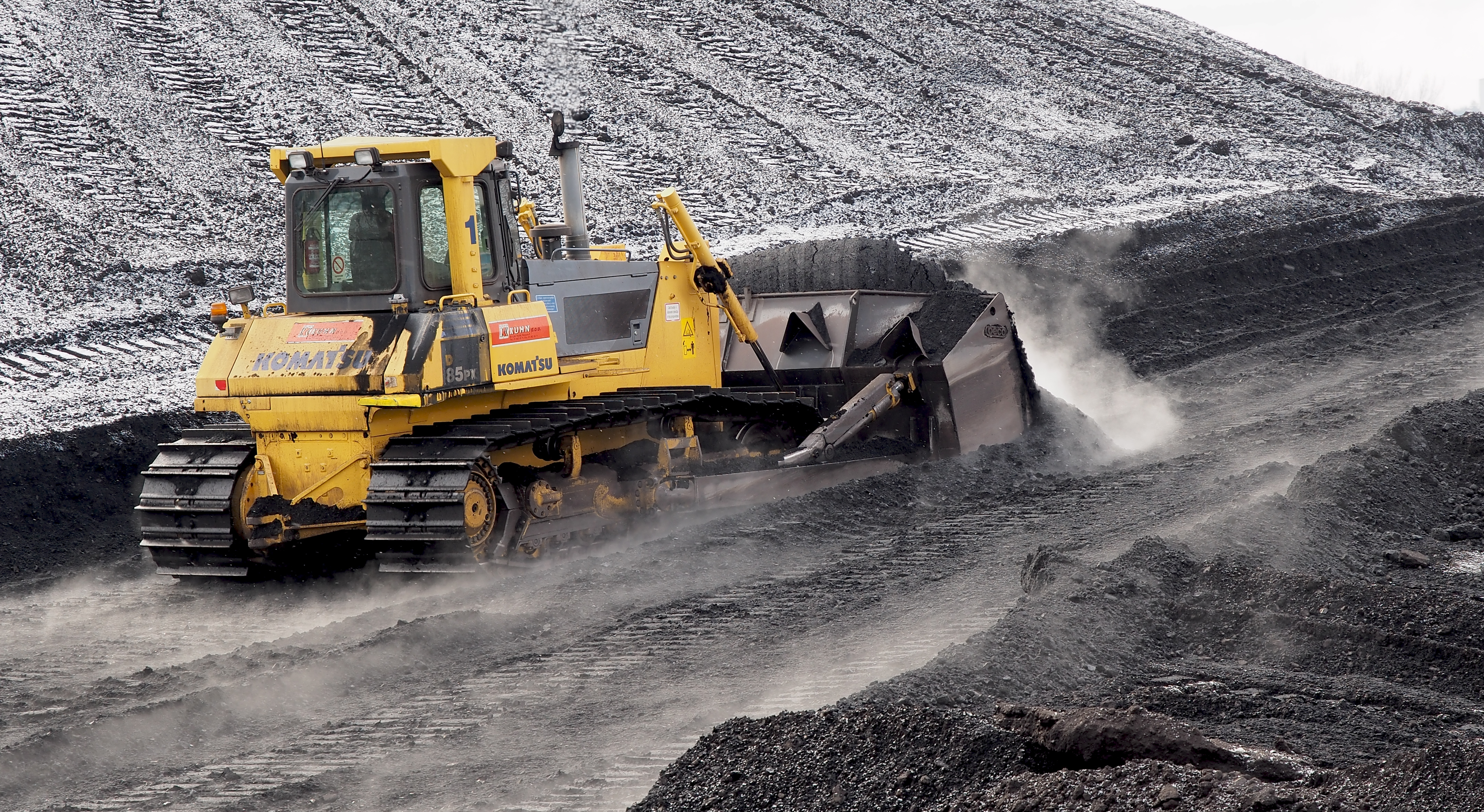
Buldożer Komatsu D85 PX
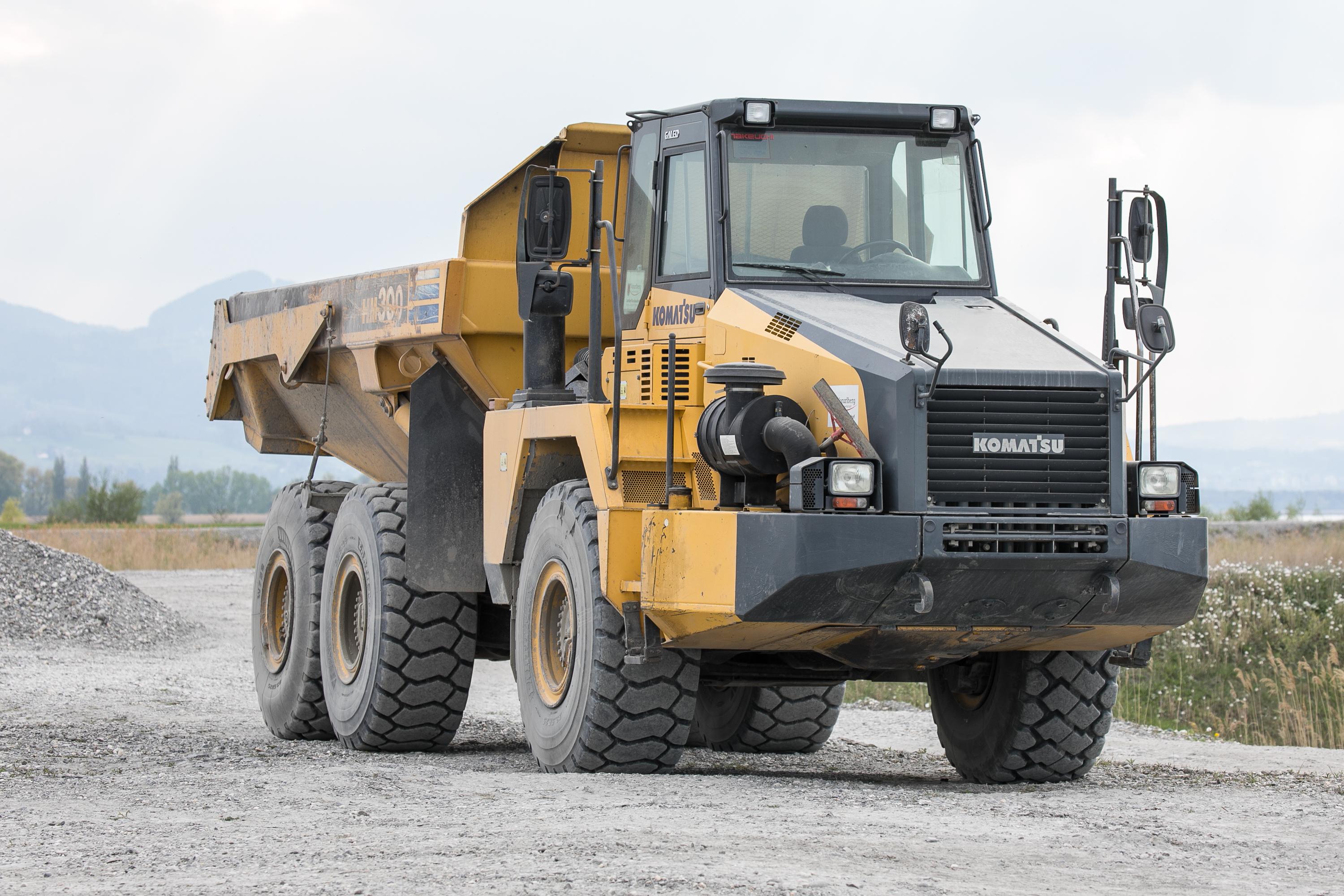
Wywrotka Komatsu HM300
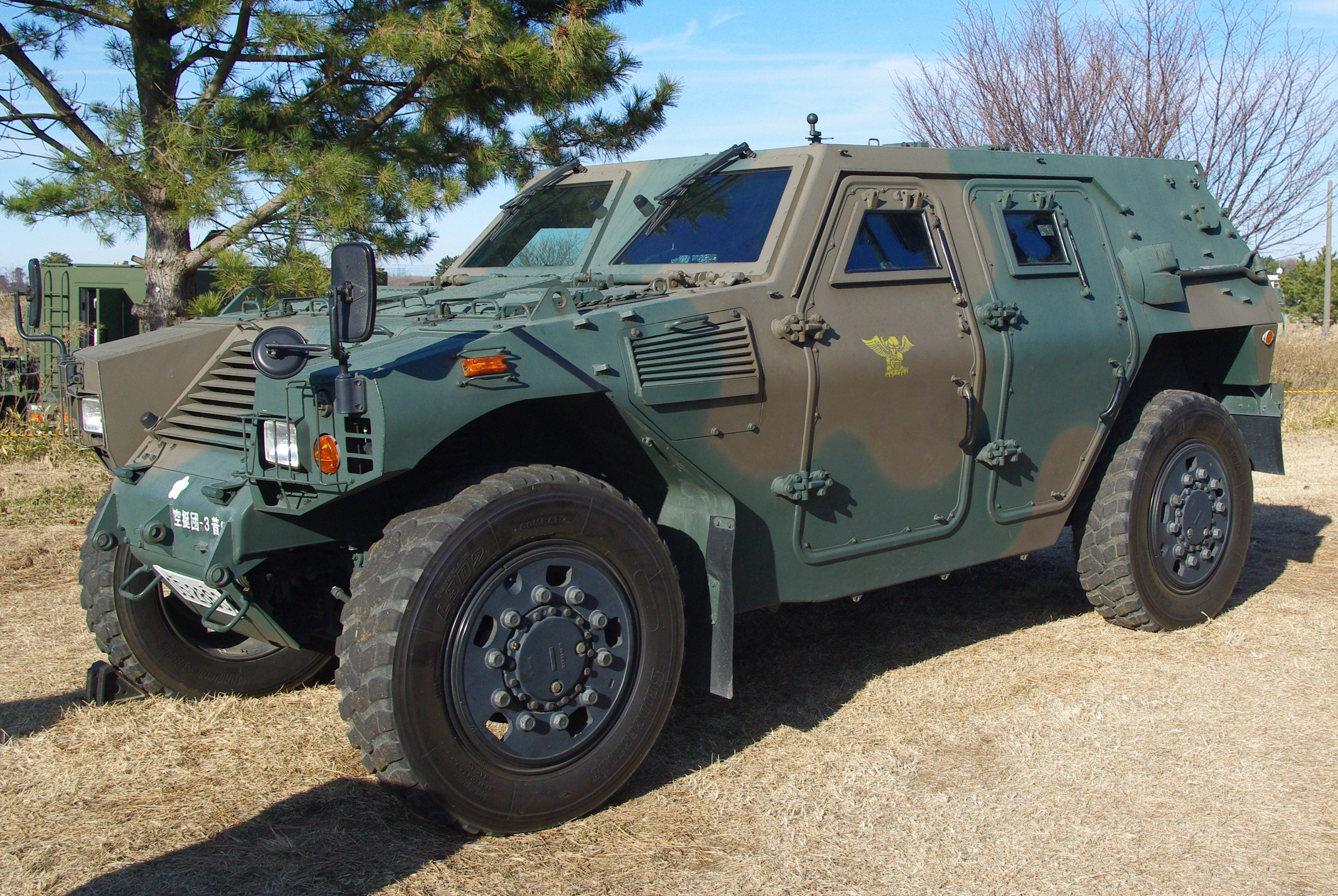
Pojazd opancerzony Komatsu LAV
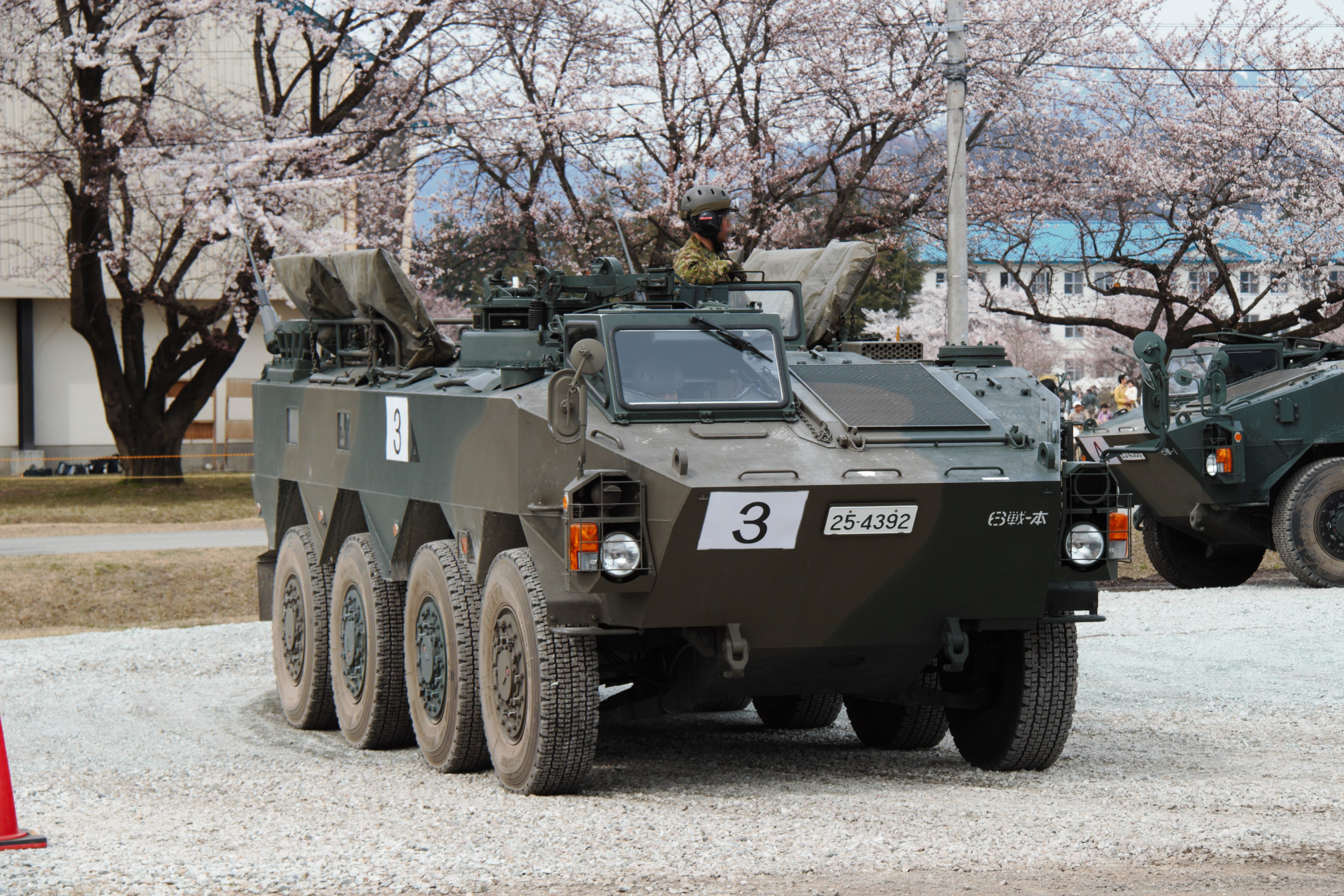
Transporter opancerzony Typ 96
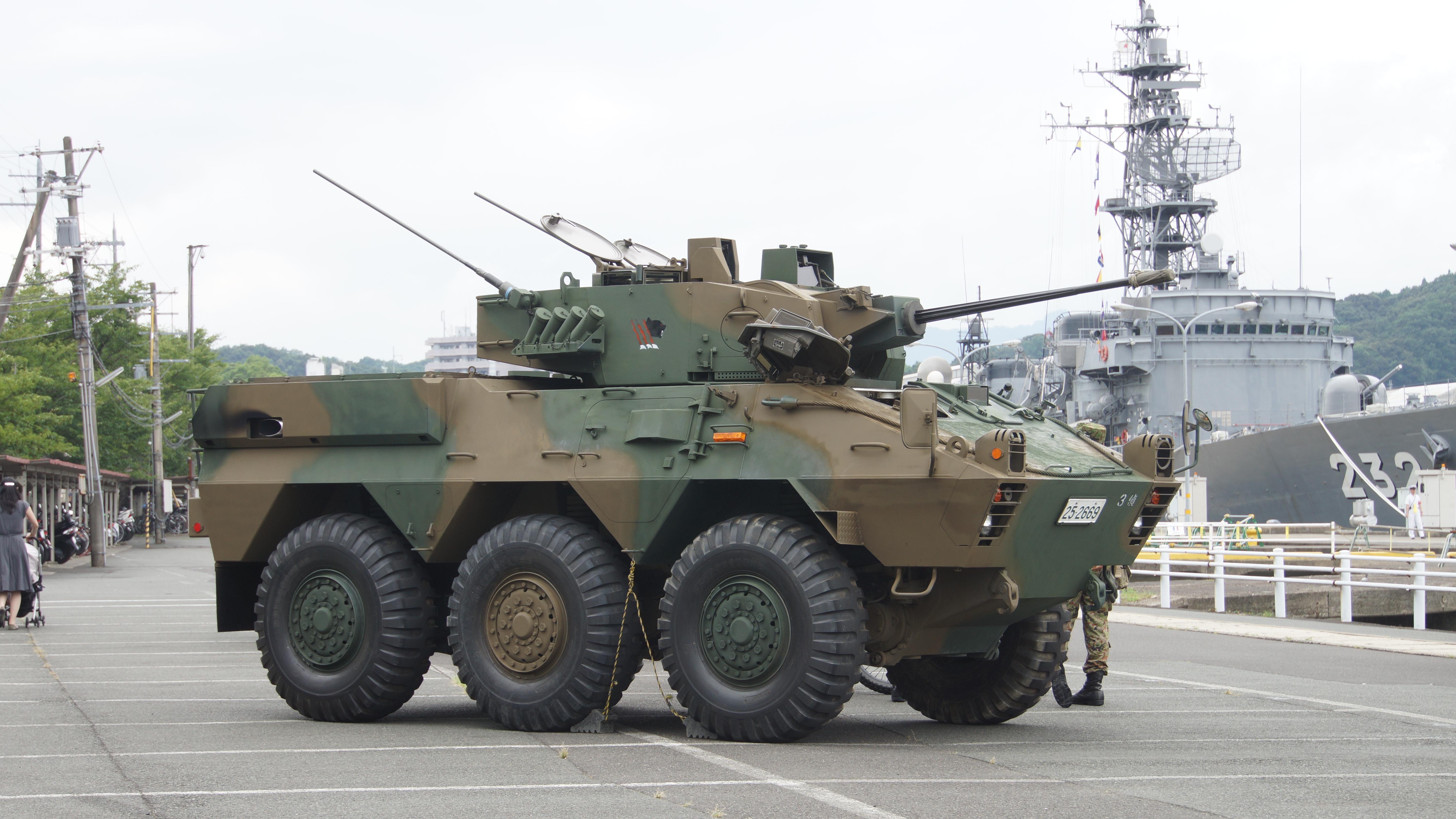
Opancerzony pojazd rozpoznawczy Komatsu Typ 87